# بارتولوميو شارب
بارتولوميو شارب (بالإنجليزية: Bartholomew Sharp)‏ ولد في عام 1650 وتوفي يوم 29 أكتوبر 1702 بارتولوميو القاطع كان قرصانا أنجليزيا أبحر بسفينة تدعى أثالوث بداء مهنته كقرصان عندما كان يبحر في أمريكا الجنوبية وعلى رغم من صعوبة عالم القراصنة وصعوبة تألق فيه اثبت نفسة بأقل من سنة كقرصان جدير بقيادة طاقمه وفي كانون الثاني في عام 1681 وفي بداية إبحاره وفي ثلاث أسابيع تمركز اسمه ليكون القاتل الأول
أبحر باتولوميو في أميركى الجنوبية حتى البحر الكاريبي وقضى على 25 سفينة إسبانية وهاجم الكثير من المدن وقد نسب بأنه أول إنكليزي الهوية يسافر نحوة كايب هورن
و بعد رحلتة الطويلة كان يخطط بالعودة إلى إنكلترا عبر مضيق ماجلان لكنة واجة عاصفة أجبرته على الأبحار إلى كايب هورن نشرت الكثير من المقالات عنة وعن مغامراتة الجريئة وذاع صيتة في لندن في عام 1684.

## العفو الملكي
لأن إنكلترا وإسبانيا لم تكن في حالة حرب، اتهم الدعاء بأن باتولوميو بانة قرصان خطير..على الرغم من ذلك قدم باتولوميو مجموعة من الخرائط مأخوذة من سفينة إسبانية تدعى سانتو روزاريو في يوليو 1681. وكانت الخرائط قيمة عند البحرية الإنكليزية وبهذا استلم العفو من الملك تشارلز الثاني.

## السجن والموت
في عام 1696، أنشأت شارب نفسه على الجزيرة الدنماركية سانت توماس (في الوقت الحالي تدعى جزر العذراء الأمريكية) وبحلول عام 1700 وبسبب تعصبه الدينة حاول الهروب من السلطات الدنماركية وفشل في الهروب وسجن في السجن حتى موتة في 1702.

## الروابط الخارجية
http://www.piratesoul.com/notable_detail.aspx?id=17 .
http://www.bonaventure.org.uk/ed/flags2.htm .